# Epidendrum pachyrachis
Epidendrum pachyrachis är en orkidéart som beskrevs av Oakes Ames. Epidendrum pachyrachis ingår i släktet Epidendrum och familjen orkidéer. Inga underarter finns listade i Catalogue of Life.